# Cryptachaea migrans
Cryptachaea migrans là một loài nhện trong họ Theridiidae.
Loài này thuộc chi Cryptachaea. Cryptachaea migrans được Eugen von Keyserling miêu tả năm 1884.